# Иванов, Матвей Матвеевич (1877)
Матвей Матвеевич Иванов (1 сентября 1877 — ?) — полковник Российской императорской армии, участник Первой мировой войны и кавалер ордена Святого Георгия 4-степени.

## Биография
Матвей Матвеевич Иванов родился 1 сентября 1877 года. Из дворян, уроженец Черниговской губернии, сын подполковника. Общее образование получил в Орловском Бахтина кадетском корпусе, который окончил в 1895 году. Затем закончил Константиновское артиллерийское училище по 1-му разряду в 1898 году. По состоянию на 1 января 1909 года Матвей Иванов был капитаном в 3-й Восточно-Сибирской стрелковой артиллерийской бригаде. До 20 марта 1914 года был командиром 4-й батареи в 6-й артиллерийской бригаде. С 20 марта 1914 года был командиром 1-й батареи в 1-й Сибирской стрелковой артиллерийской бригаде. 
Принимал участие в Первой мировой войне. По состоянию на 20 мая 1915 года служил в том же чине и должности. С 20 октября 1915 года по 13 января 1916 года состоял в резерве чинов при  штабе Минского военного округа. С 13 января 1916 года был помощником начальника Двинского артиллерийского склада.  11 октября 1915 года на основании 49-й и 54-й статей Георгиевского статута был произведён в полковники, со старшинством с 16 января 1916 года. До 1 сентября 1916 года состоял в резерве чинов при  штабе Минского военного округа. С 1 сентября 1916 года был командиром 2-го дивизиона в 9-й Сибирской стрелковой артиллерийской бригаде.

### Награда
Высочайшим приказом от 20 мая 1915 года «за то, что в бою 11 октября 1914 г. у д. Покрашены, избрав наблюдательный пункт в передовых стрелковых цепях под сильным ружейным и пулеметным огнем неприятеля, огнем своей батареи разбил пулеметы противника и нанес укрепившемуся противнику огромный урон, чем оказал содействие нашей пехоте овладеть укрепленной позицией противника.» Матвей Матвеевич Иванов был удостоен ордена Святого Георгия IV класса.